# Tourmaline (cràter)
Tourmaline és un cràter sobre la superfície de (2867) Šteins, situat amb el sistema de coordenades planetocèntriques -20.9 ° de latitud nord i 347.6 ° de longitud est. Fa un diàmetre de 0.22 km. El nom va ser fet oficial per la UAI el nou de maig de 2012 i fa referència a la turmalina, grup de minerals que pertanyen a la classe dels ciclilicats.